# Therése Söderlind
Maud Therése Söderlind, född 26 april 1965 i Ullånger, är en svensk författare.

## Biografi
Therése Söderlind växte upp på flera orter i Höga kusten i Ångermanland, men har genom studier och biståndsarbete under långa perioder bott utomlands, bland annat i södra Afrika, vid randen av Kalahariöknen, och i Vietnam.
Tidigare har hon arbetat som programmerare, safariguide, biståndsarbetare, ekonom och IT-konsult.
Therése Söderlind debuterade med romanen Norrlands svårmod, som utkom på Wahlström & Widstrand i september 2010 och året efter utkom den i pocket. Norrlands svårmod tilldelades Norrlands litteraturpris 2011. Juryns motivering löd "Therése Söderlind lyckas i sin debutroman tränga in i en komplex och poetiskt laddad verklighet där en familjs öde aldrig blir patetiskt eller schablonmässigt skildrat. Det är ett slags Norrlands noir från sin ljusaste sida, där författaren på ett ömsint sätt skildrar både de destruktiva och de kämpande, uppbyggande sidorna hos sina huvudpersoner. Norrlands svårmod är en debut som ger mersmak."
Söderlind började 2006 på författarskolan vid Lunds universitet. Numera (2011) bor hon i Uppsala och har tre barn.
Hon var värd för Sommar i P1 på Sveriges Radio den 14 juli 2014.

## Priser och utmärkelser
- 2011 – Norrlands litteraturpris för Norrlands svårmod
- 2013 – Studieförbundet Vuxenskolans författarpris för Vägen mot Bålberget
- 2014 – Nominerad till Sveriges Radios Romanpris för Vägen mot Bålberget
- 2014 – Stipendium på 25 000 kronor från Vilhelm Moberg-sällskapet för Vägen mot Bålberget